# Dugazon (Schauspieler)

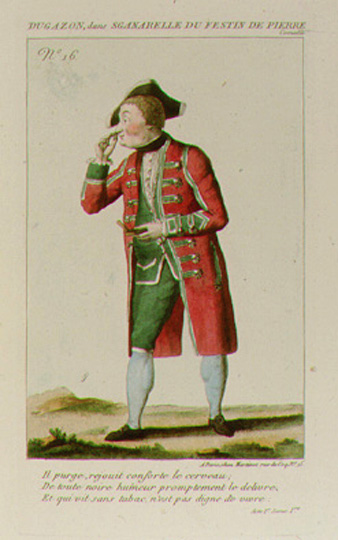
Dugazon

Dugazon (Jean-Henry Gourgaud, * 15. November 1743 in Marseille; † 1809) war ein französischer Schauspieler.

## Leben
Der Sohn des Schauspielers Dugazon père (Pierre-Antoine Gourgaud) debütierte 1770 an der Comédie-Française, wo er bald zu einem der wichtigsten Komödiendarsteller wurde. Er erfreute sich großer Beliebtheit beim Publikum und wurde 1772 societaire des Hauses. Als Anhänger der Französischen Revolution folgte er François-Joseph Talma an dessen neu gegründetes Théâtre de la République.
Nach der Schließung des Hauses fand er ein Engagement am Theatre Feydeau, bis er nach der Wiederherstellung der Comédie-Française 1799 dorthin zurückkehrte. Außerdem war er Professor für Deklamation am Conservatoire de Paris. 1807 zog er sich vom Schauspielbetrieb zurück. Dugazon verfasste drei Komödien, die am Théâtre de la République aufgeführt wurden.
Dugazon war in erster Ehe mit der Schauspielerin und Tänzerin Louise-Rosalie Lefebvre verheiratet. Ihr Sohn war der Komponist Gustave Dugazon.  Dugazons jüngere Schwester war die Schauspielerin Rose Vestris, die mit dem Tänzer Angiolo Vestris verheiratet war.

## Werke (Auswahl)
als Autor
- L’émigrante ou le père jacobin. Comédie en trois actes et en vers (= The French Revolution Research Collection. 12; Band 180). Macmillan, Oxford 1992 (Nachdr. d. Ausg. Paris 1794).
- Le Moderné. Comédie en un acte et en vers.
- Avénement de Mustapha au thrône ou le Bonnet de la verité. Comédie en trois actes.

als Bearbeiter
- Bartélemy-Christophe Fagan: Les originaux. Comédie en un acte et en prose. Paris 1802.